# Leg before wicket

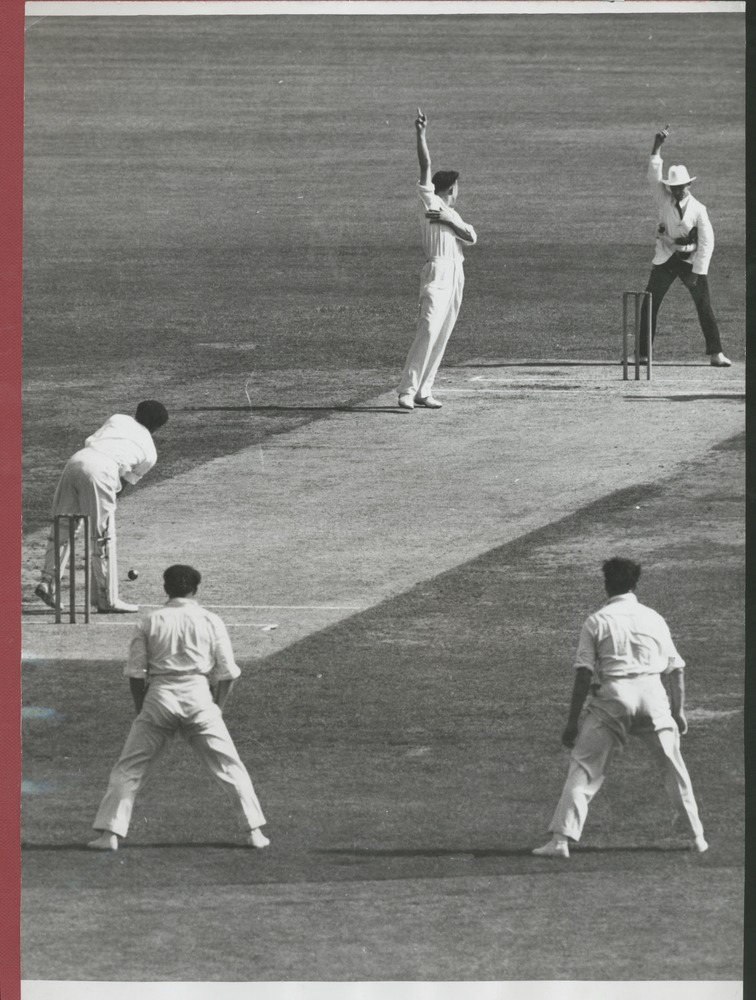
Bill Johnston et Hemu Adhikari, Leg before wicket, 1947-48.

Leg before wicket (lbw) est l'un des moyens par lesquels un batteur peut être éliminé au cricket. La règle sanctionne l'obstruction par le joueur, avec la jambe ou une autre partie du corps, d'un lancer qui aurait touché le guichet (wicket en anglais).